# Stäpp

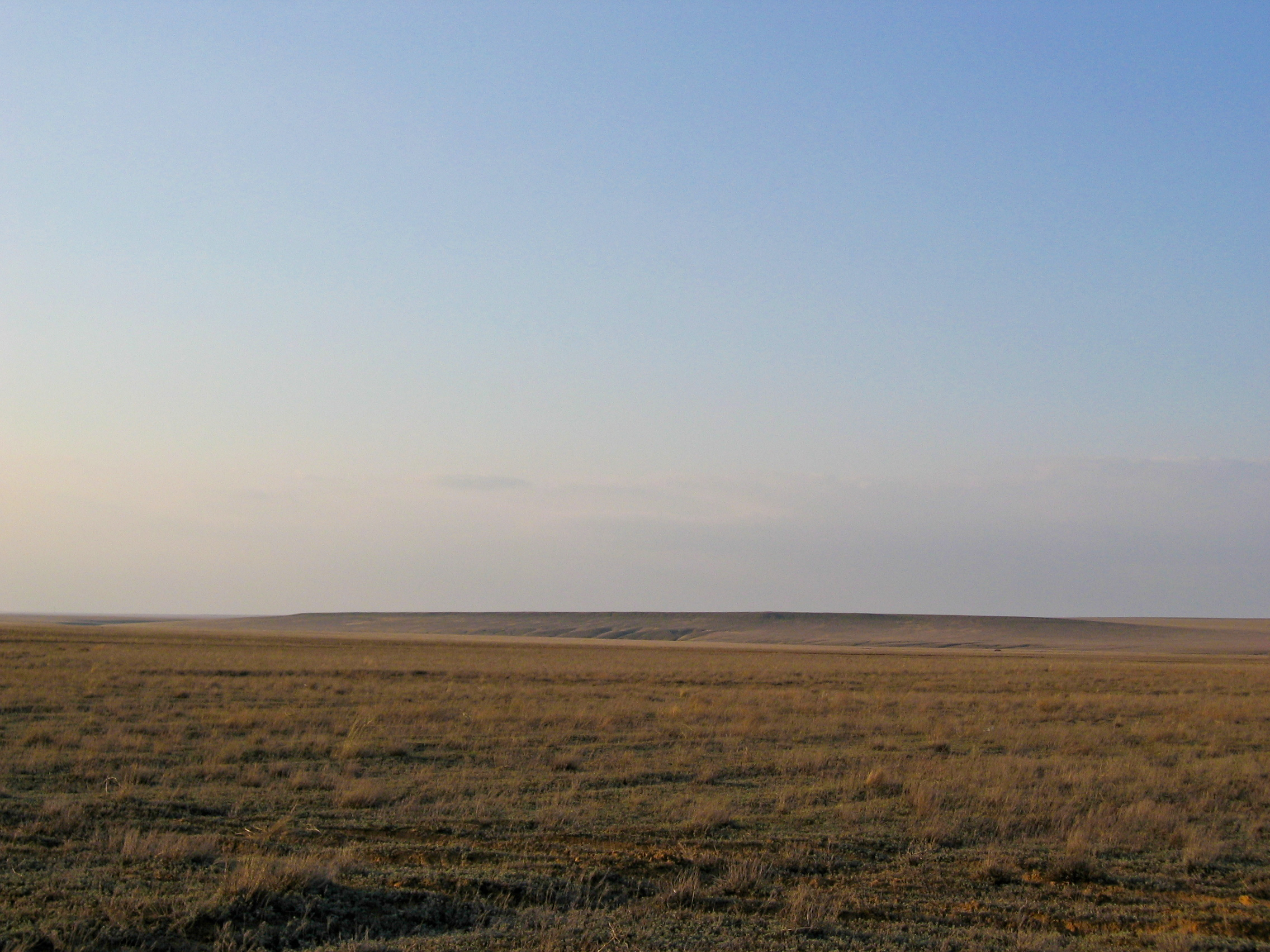
Vår på stäppen i västra Kazakstan.

Stäpp (av ryskans степь, step), eller grässavann, är en biom vars ekosystem karaktäriseras av gräsmark eller slättland nästan helt utan träd eller större buskar. De har också ett tempererat och blåsigt klimat, med mycket torra somrar och kalla, men snöfattiga, vintrar. Vegetationstiden är under våren samt till en viss utsträckning under hösten. De flesta stäpper är belägna i övergångszoner mellan öken och savann på norra halvklotet, i lä intill en bergskedja och isolerade från havsvindar. Man skiljer ofta mellan grässtäpp och buskstäpp.
De stora stäppområdena finns i Centralasien, Mongoliet, Kina och USA. Stora alvaret på Öland är inte någon egentlig stäpp men det finns växter som påminner om dem som man påträffar i stäppområden. Stäppområden är glest befolkade på grund av det torra klimatet. Nomadiserande grupper förekommer.

## Natur

### Klimat
Klimatet är för torrt för skog men inte så torrt att landskapet förvandlas till öken. Det torra klimatet beror på att slätterna ligger långt borta från haven och nära bergen. Om fuktigheten ökar i ett stäppområde ökar också växtligheten och området omvandlas till en skog. Klimatet på stäppen utmärks av mycket varma somrar och kalla vintrar, i synnerhet på stäpperna på norra halvklotet. Stäppområden drabbas ofta av långa perioder av torka och bristen på skyddande träd ger extrema vindar. Kombinationen av extrem hetta och starka vindar gör ofta att gräsbränder sprider sig fort.
Den genomsnittliga nederbörden ligger på omkring 400–800 millimeter per år, under regnperioder kan nederbörden öka till det dubbla. Stäppen kan vara en halvöken eller vara täckt av gräs eller buskar, eller bådadera under olika säsonger. Grässtäpper domineras av kort gräs, prärien i Nordamerika har längre gräs. Träd kan förekomma intill floder och sjöar.
Många av de torrare stäppområden har omvandlats till betesmarker och stora delar av världens grässtäpper är numera uppodlade, främst med vete. Detta har starkt påverkat det naturliga växt- och djurlivet, där den vilda stäppfaunan starkt har trängts tillbaka.

### Flora
Växtligheten domineras av olika typer av gräs som kan variera i längd från 1–2 meter i de fuktigare områdena till enstaka centimeter i närheten av ökenområden. Exempel är grammagräs (Bouteloua gracilis), präriegräs (Bouteloua gracilis) och pampasgräs (Cortaderia selloana). Blandvegetation förekommer. Stäppen hotas allt mer av befolkningstryck och till exempel oljeexploatering.

### Fauna
De flesta däggdjur som lever på stäppen är betande djur som gnagare som kaniner och ökenråttor, hovdjur som antiloper och hästar. Eftersom det öppna landskapet ger dåligt skydd mot rovdjur skyddar sig många av dessa djur genom att antingen leva i flock eller i jordhålor. Exempel på rovdjur som lever av de betande djuren på stäppen är rävar, ökenlo och rovfåglar. Många arter som tidigare fanns i vilt tillstånd på prärien hör idag till människan mest välbekanta husdjur: häst, åsna och kamel. Många av djurarterna som lever på stäppen är utrotningshotade.

## Geografi

### Afrika
Sahel är det område som sträcker sig tvärs över den afrikanska kontinenten, från Senegal till Somalia. Stäpp finns även i Angola, Zambia, Namibia och delar av Botswana.

### Centralasien
De största stäppområdena finns i södra-centrala Ryssland och angränsande republiker i Centralasien. Stäpperna sträcker sig från nordost om Svarta havet förbi Uralbergen och Kaspiska havet och vidare genom Turkmenistan, Uzbekistan och Kazakstan (Kirgisstäppen) till bergskedjorna i Mongoliet, Kina, Kirgizistan, Tadzjikistan och Afghanistan. Öster om Ural möter stäppen den skogklädda västsibiriska slätten, som sträcker sig ända till Norra ishavet.

### Nordamerika
I Nordamerika finns prärien, stora stäppområden i centrala USA och västra Kanada som utgör en västlig avslutning på Stora slätterna innan Klippiga bergen tar vid. Bland djuren utmärker sig bison.

### Oceanien
I Australien (Queensland och Nordterritoriet) brer en savann med inslag av stäpp ut sig mellan skogarna längs med kusten i norr och de stora ökenområdena i inlandet.

### Sydamerika
I norra Argentina breder Pampas, ett i princip helt platt stäppområde även om klimatet är betydligt vintermildare och fuktigare, ut sig. Här finns den utrotningshotade pampashjorten. Se även Patagonien, Llanos och Cerrado.